# カザルマイオッコ
カザルマイオッコ（伊: Casalmaiocco）は、イタリア共和国ロンバルディア州ローディ県にある、人口約3,200人の基礎自治体（コムーネ）。

## 地理

### 位置・広がり

#### 隣接コムーネ
隣接するコムーネは以下の通り。括弧内のMIはミラノ県所属を示す。
- ドレザーノ (MI)
- ムラッツァーノ
- ソルディオ
- タヴァッツァーノ・コン・ヴィッラヴェスコ
- ヴィッツォーロ・プレダビッシ (MI)

### 気候分類・地震分類
気候分類では、zona E, 2557 GGに分類される。
また、イタリアの地震リスク階級 (it) では、zona 3 (sismicità bassa) に分類される。